# Abbazia di Nostra Signora di Tournay
L'abbazia di Nostra Signora di Tournay è una abbazia benedettina situata a Tournay, appartenente alla congregazione Sublacense.

## Storia e struttura
Un piccolo monastero benedettino esisteva già alla fine del XVII secolo a Madiran, cadendo però nel giro di pochi anni in rovina: in seguito, nel 1934, i monaci dell'abbazia di San Benedetto d'An-Calcat, acquistarono l'edificio e stabilirono al suo interno una piccola comunità. A causa dell'eccessivo numero si vocazioni, addirittura trenta in pochi mesi, si decise di costruire una nuova abbazia a Tournay: i lavori iniziarono nel 1951, le prime strutture vennero consacrate il 10 agosto 1952 e l'intero complesso fu terminato nel 1958; nel frattempo il vecchio monastero di Maradin divenne un ristorante ed un albergo. Per alcuni anni, dal termine dei lavori fino al 1971, all'interno dell'abbazia si svolsero lezioni scolastiche per bambini per un ciclo di tre anni, dove gli insegnanti erano i monaci stessi; inoltre, da qui partì, nel 1970, l'abate Gérard Calvet per fondare l'abbazia di Sainte-Madeleine du Barroux.
Tutto il complesso è in stampo moderno: la chiesa, dalle modeste dimensioni, è di pianta rettangolare, divisa in tre navate, di cui una centrale molto ampia e due laterali alquanto strette; la zona dell'assemblea e dell'altare maggiore, il quale presenta solo tre croci stilizzate in ferro ed un altare di semplice fattura, poggia su un piano rialzato da teche di vetro. È inoltre presente il chiostro, il refettorio, una sala riunioni e un ostello; oltre a ritiri spirituali, vengono svolti anche corsi di pasticceria.